# Newton Lacy Pierce
Newton Lacy Pierce (12 de julio de 1905 - 9 de agosto de 1950) fue un astrónomo estadounidense, especializado en el campo del estudio de las estrellas variables, actividad que compatibilizó con su trabajo como profesor en la Universidad de Princeton.

## Semblanza
Su padre trabajaba como agrónomo en el Departamento de Agricultura de los Estados Unidos. Se graduó en 1928 en la Universidad de Míchigan, donde estudió con Ralph Curtis, doctorándose en la Universidad de Princeton en 1937. Dio clases en el Doane College y en la Universidad del Noroeste, siendo profesor asociado de astronomía y director asistente del Observatorio de Princeton. Durante la Segunda Guerra Mundial se dedicó a la enseñanza de técnicas de navegación marítima y aérea. Fue miembro de la Comisión 27 de la Unión Astronómica Internacional.
Falleció a los 45 años de edad, víctima de un derrame cerebral. El Premio de Astronomía Newton Lacy Pierce lleva su nombre. Sus escritos se conservan en la Universidad de Princeton.

## Familia
Se casó con Beatrice Rieke el 15 de junio de 1935.

## Trabajos
- John Quincy Stewart, Newton Lacy Pierce, Marine and air navigation, Ginn and Company, 1944